# 福龙河畔拉罗什站
福龙河畔拉罗什站，是法国的一个铁路车站，位于法國城市福龙河畔拉罗什。

## 位置
福龙河畔拉罗什站位于法国东部，福龙河畔拉罗什市区的西部。该站位于阿尔卑斯山西侧，是前往勃朗峰的必经之路。

## 车站结构
福龙河畔拉罗什站大致呈南北走向，开口朝东。站内有地下通道可与站台连接。

## 停靠线路
以下列车线路在福龙河畔拉罗什站停靠：
| 福龙河畔拉罗什站列车线路表       |              |          |                    |              |
| 线路                             | 车种         | 上一站   | 下一站             | 大致运行频率 |
| 里昂—圣热尔韦莱班                | 法国大区列车 | 雷尼耶   | 福西尼地区圣皮埃尔 | 每天1趟      |
| 贝勒加尔德/阿讷马斯—圣热尔韦莱班 | 法国大区列车 | 雷尼耶   | 福西尼地区圣皮埃尔 | 每天6趟左右  |
| 阿讷西—阿讷马斯                  | 法国大区列车 | 格鲁瓦西 | 雷尼耶             | 每天6趟左右  |
| 阿讷西—圣热尔韦莱班              | 法国大区列车 | 格鲁瓦西 | 福西尼地区圣皮埃尔 | 每天4趟左右  |
| 1.                               |              |          |                    |              |

## 配套交通

### 大巴车
福龙河畔拉罗什站对应的大巴车上下车地点位于车站前方的广场上。
| 停靠福龙河畔拉罗什站的大巴车 |                  | |
| 上下车地点                   | 运营单位         | 主要目的地                                                                                                  |
| 福龙河畔拉罗什站             | 上萨瓦省城际客运 | 圣让德西、克吕斯                                                                                            |
| 福龙河畔拉罗什站             | SNCF Car TER     | 里昂、尚贝里、日内瓦、阿讷西、霞慕尼 （当某条铁路线施工或罢工时，SNCF可能会提供途径该线路沿途站点的大巴车） |
| 1. 2. 3.                     |                  | |

### 市内公交
福龙河畔拉罗什站附近暂无城市公共交通线路。

## 临近车站
| 福龙河畔拉罗什站（Gare de La Roche-sur-Foron） |                                  |                      |
| 上行车站                                       | 线路                             | 下行车站             |
| 格鲁瓦西站                                     | 艾克斯莱班－阿讷马斯铁路         | 雷尼耶站             |
| （起点）                                       | 福龙河畔拉罗什－圣热尔韦莱班铁路 | 福西尼地区圣皮埃尔站 |
| - 本表仅显示运营中的线路及车站                 |                                  |                      |